# Omoigane

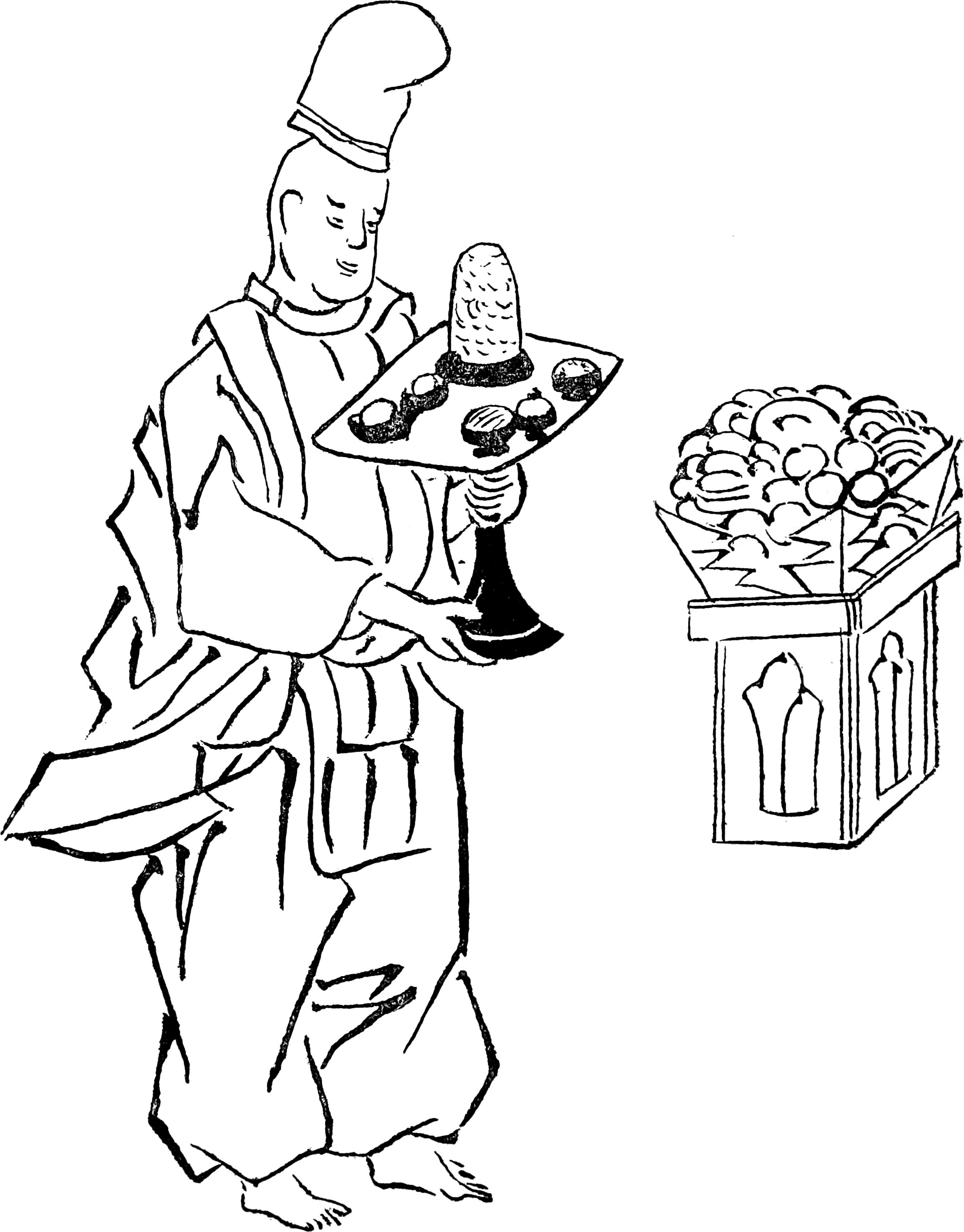

Omoigane eller Omoikane är en vishetsgud inom shinto i japansk mytologi.